# Miglio d'oro

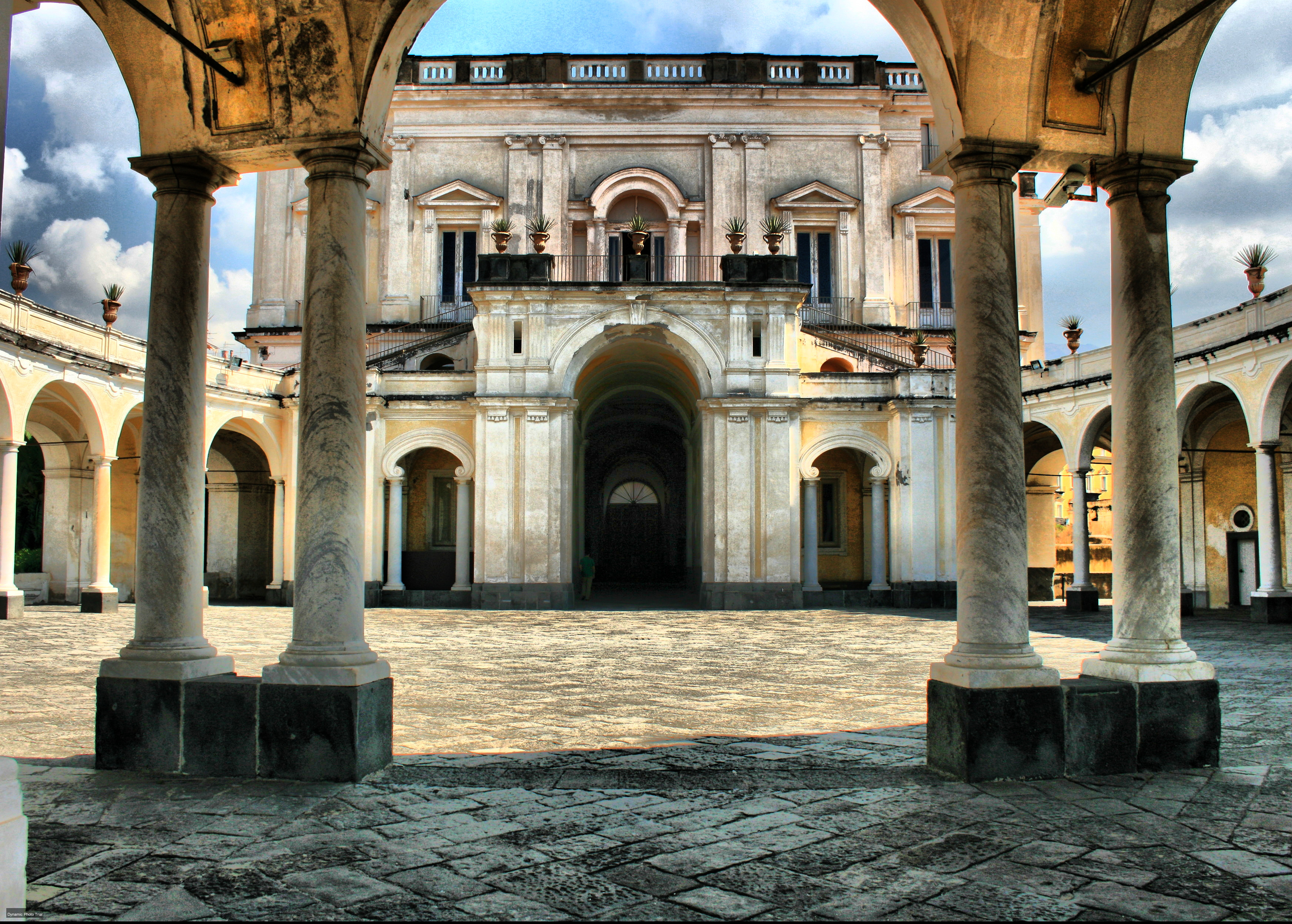
Villa Campolieto à Herculanum.

Le Miglio d'oro (en français, le Mile d'or) est  une frange du littoral de la riviera vésuvienne qui s'étend depuis les quartiers nord-ouest de la ville de Naples jusqu'à Torre del Greco.

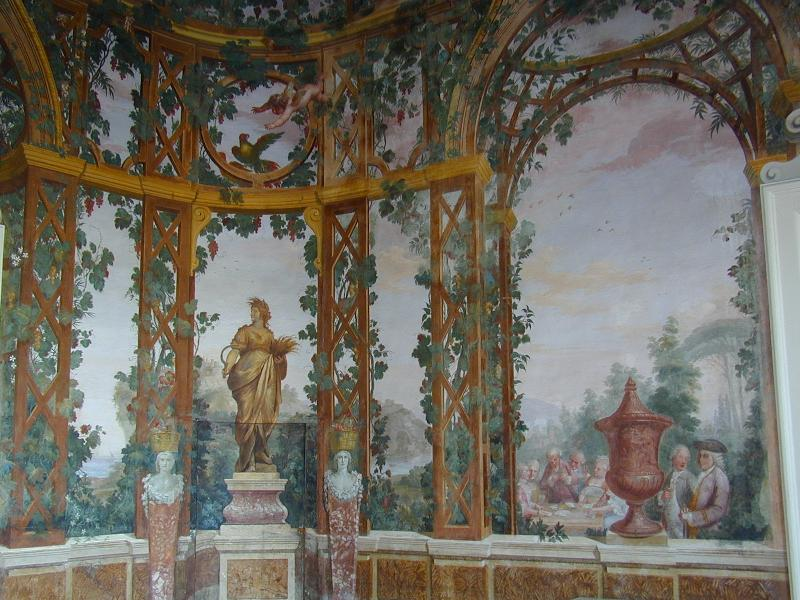
Intérieur de la Villa Campolieto.

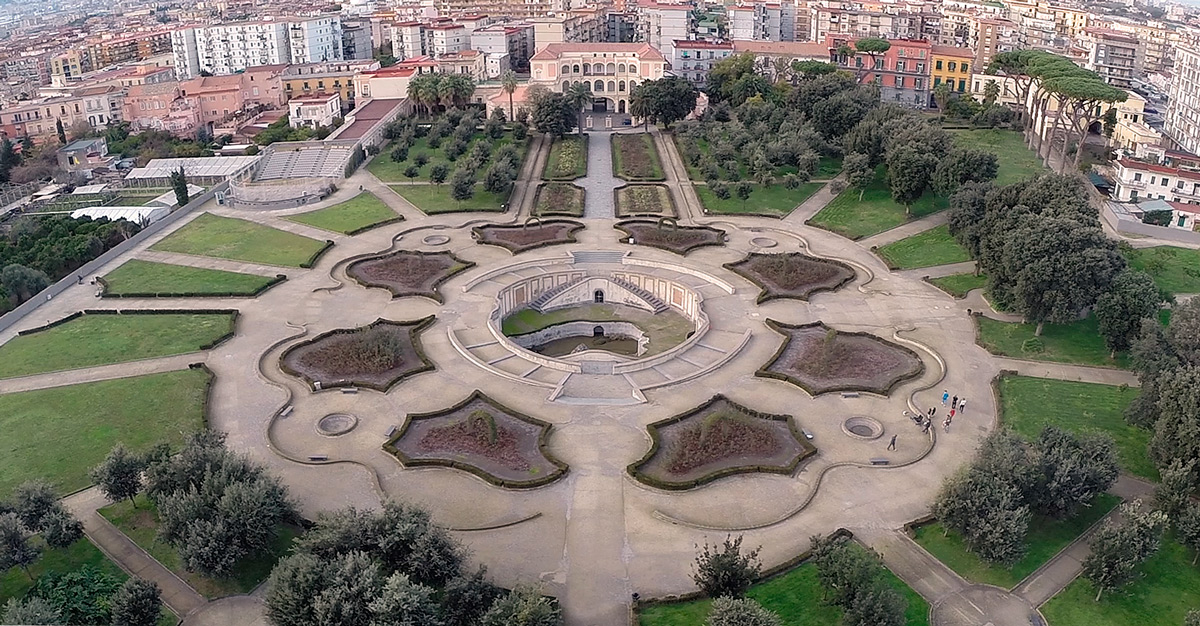
Villa Vannucchi à San Giorgio a Cremano.

Aujourd'hui défini et situé sur le trajet de la SS18 Tirrena inferiore (autrefois Strada regia delle Calabrie), il traverse les quartiers napolitains de San Giovanni a Teduccio et Barra, puis les communes de San Giorgio a Cremano, Portici et Herculanum, jusqu'à Torre del Greco.
Appelé mille d'or pour sa richesse historique, paysagistique ainsi qu'architectonique[pas clair], il porte, entre autres, 122 « villas vésuviennes », construites à partir du XVIIIe siècle.

## Origine
Ce phénomène urbanistique va naître dans les premières décennies du XVIIIe siècle. En 1738, le roi Charles de Bourbon, lors d'une visite à la villa du duc d'Elbeuf à Portici, resta si impressionné par la beauté du paysage et par la douceur du climat qu'il décida de s'y installer avec son épouse Marie-Amélie de Saxe, et qu'il confia à Antonio Canevari la construction de la Reggia di Portici, un palais destiné à devenir une résidence privée. La même année, le roi Charles III parraina la première campagne de fouilles pour mettre au jour les vestiges de l'antique cité d'Herculanum.
La luxuriante végétation en dégradée vers la mer, le panorama sur tout la baie de Naples avec la vue sur Capri, Ischia et Procida, le prestige de la présence de la demeure royale, la fascination des vestiges antiques, firent que la cour napolitaine tout entière et beaucoup d'autres aristocrates décidèrent de s'installer le long du Miglio d'oro, se faisant bâtir des villas et jardins rococo et néoclassique par de célèbres architectes, parmi lesquels Luigi Vanvitelli, Ferdinando Fuga, Ferdinando Sanfelice, Domenico Antonio Vaccaro et Mario Gioffredo.

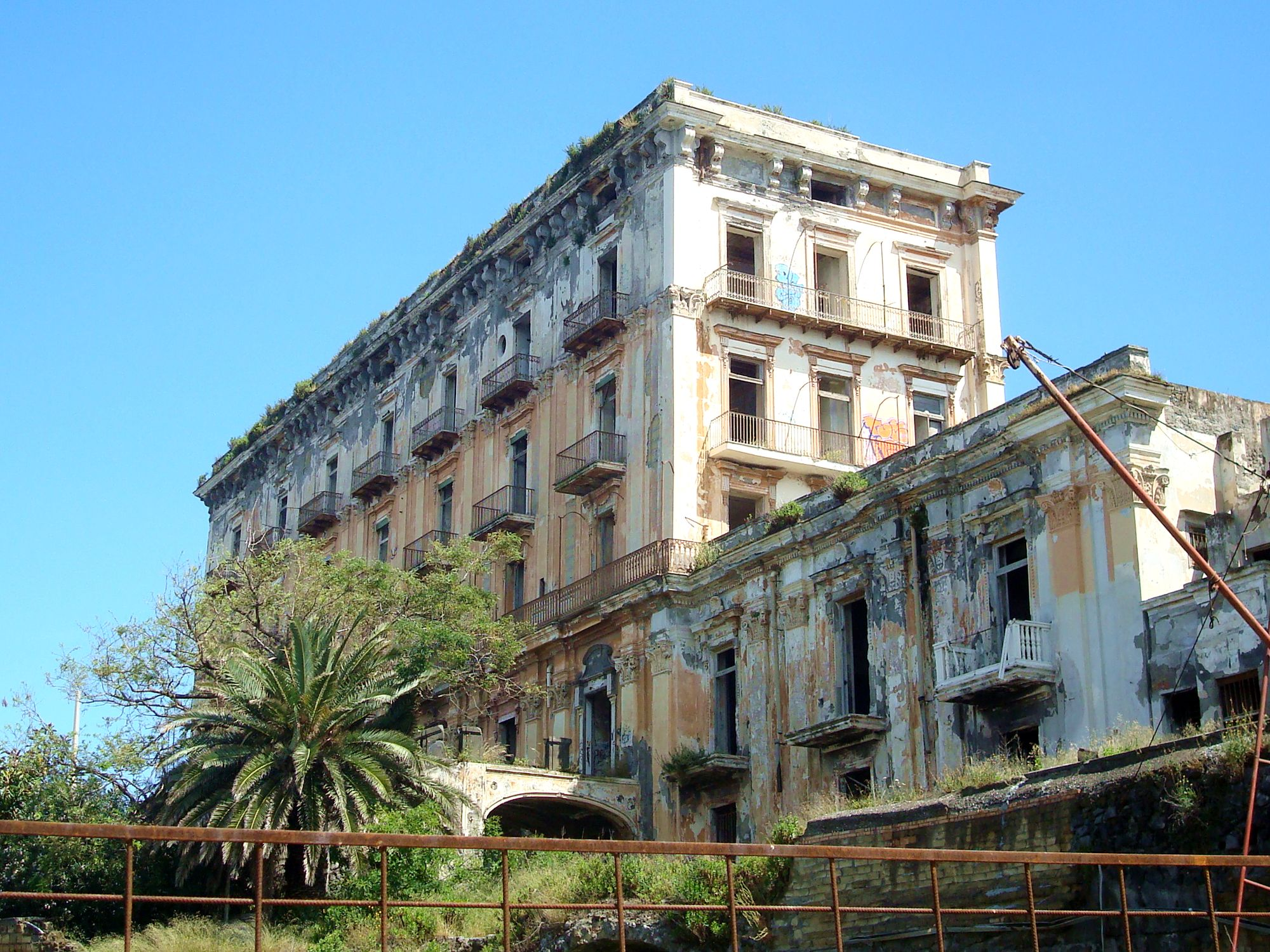
Villa d'Elbeuf à Portici.

## Le territoire
Au XIXe siècle, le Miglio d'oro proprement dit était une portion de route rectiligne – d'une longueur exactement d'un mille, selon le système de l'unité de mesure alors en vigueur dans la province de Naples – comprise entre la villa Aprile in corso Resina à Herculanum et le Grand Caffè Palumbo proche de la villa Comunale de Torre del Greco. Entre ses deux extrémités s'élevaient, parmi d'autres, la Villa Campolieto, le Palais de Quisisana et la Villa Favorita. Cette définition bien précise se modifia par la suite et les frontières du Miglio d'oro s'étendirent progressivement :
- vers le nord-ouest jusqu'à regrouper Portici avec la Reggia, puis San Giorgio a Cremano avec ses villas (Villa Bruno et Villa Pignatelli) et enfin les portes de Naples dans le quartier de San Giovanni a Teduccio,
- vers le sud-est jusqu'à rassembler les villas de tout le territoire de Torre del Greco (Villa delle Ginestre).

## Tutelle
Face à la menace de spéculation immobilière, la loi 578 instituait le  29 juillet 1971 l' « Ente Ville
Vesuviane », organisme de tutelle chargé de pourvoir à la conservation et à la valorisation du patrimoine artistique constitué par les villas vésuviennes.
Le chemin est encore long pour réorganiser cette zone qui enthousiasma les souverains et les aristocrates. Aujourd'hui, seulement quatre villas sont restaurées : Campolieto, la Favorita, Ruggiero et le Ginestre.

## Sources
- (it) Cet article est partiellement ou en totalité issu de l’article de Wikipédia en italien intitulé « Miglio d'oro » (voir la liste des auteurs).